# Acuerdo de alto el fuego de la Guerra de Osetia del Sur de 2008

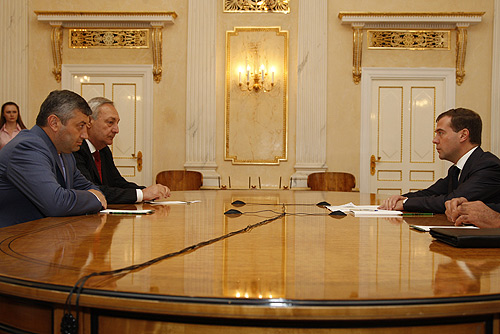
Encuentro del presidente de Osetia del Sur Eduard Kokoity y el presidente de Abjasia Serguéi Bagapsh en el Kremlin de Moscú.

El Acuerdo de alto el fuego de la Guerra de Osetia del Sur de 2008 o el Plan de Medvédev-Sarkozy fue el resultado de las negociaciones de la Unión Europea para poner fin a las acciones bélicas de la Guerra de Osetia del Sur ocurrida los primeros días de agosto de 2008.

## Conflicto
Osetia del Sur es una región encuadrada dentro de las fronteras internacionales de Georgia que ha tenido conflictos anteriores con Georgia reclamando su independencia.
En el último alto el fuego, se acordó la presencia de una fuerza de paz de composición mixta, georgianos, osetios y rusas, con 500 efectivos de cada parte.
El conflicto se inició con el desplazamiento de fuerzas georgianas para que el territorio rebelde entrase a formar parte de la legalidad constitucional georgiana. Al ataque, respondió la fuerza de pacificación rusa en la capital, y con rapidez cruzaron la frontera tropas rusas en apoyo a sus tropas y para afrontar el ataque georgiano.
El conflicto con Osetia del Sur reavivó otro conflicto enquistado dentro de las fronteras georgianas, el conflicto Abjaso, adormecido desde la última incursión georgiana que tomó el Alto Kodori, sin más consecuencias.
En el conflicto la aviación rusa efectuó bombardeos en puntos estratégicos de Georgia, así como un incidente naval en el Mar Negro con una embarcación georgiana hundida.
Las tropas rusas ocuparon varias ciudades estratégicas, como Gori, Senaki, Zugdidi y Poti, durante más o menos tiempo.

## Negociaciones de paz
En Naciones Unidas no se consiguió una resolución sobre el conflicto, a pesar de las presiones de los Estados Unidos para una enérgica condena, y en parte a que Rusia tiene poder de veto en el Consejo de Seguridad. El 10 de agosto en la reunión del Consejo de Seguridad de Naciones Unidas, hubo un agrio intercambio de acusaciones entre el embajador estadounidense y el ruso.
Las negociaciones se iniciaron por parte de Francia, como país que tiene la presidencia actual de la Unión Europea, con el envío del canciller francés Kouchner a Tiflis. De dichas gestiones sale un acuerdo, que fue trasladado a Moscú, con la intervención de Nicolas Sarkozy, donde queda redactado finalmente con seis puntos:
1. Renuncia al empleo de la fuerza,
2. Suspensión definitiva de hostilidades.
3. Permitir la ayuda humanitaria a todas las poblaciones.
4. "Regreso de las tropas georgianas a sus cuarteles y de las Fuerzas Armadas de Rusia, a la línea en la que permanecían antes del comienzo de acciones militares".[3]
5. "Adopción por la fuerza de paz rusa de las medidas de seguridad adicionales hasta que sean articulados mecanismos internacionales".[3]
6. "Inicio de las consultas internacionales sobre el futuro estatuto de Osetia del Sur y Abjasia y vías de garantizar su seguridad."[2][3]

El presidente georgiano Saakashvili pone objeciones al mismo, especialmente al punto seis.
El 14 de agosto, firmaron en Moscú el acuerdo los presidentes de Abjasia Serguéi Bagapsh Osetia del Sur Eduard Kokoity.
El 15 de agosto de 2008, se desplazó la Secretaria de Estado Condoleezza Rice, ante la cual el presidente Saakashvili firmó el documento.
El 16 de agosto, es recibido en Moscú, considerándose así misma una mediadora en el conflicto, firmando el alto el fuego Osetia del Sur y Abjasia el día 14 de agosto, y después de la firma del presidente georgiano, lo firmará Rusia como "garante". Rusia afirmó que el documento firmado por Georgia difiere del acordado entre Rusia y Francia, y pidió explicaciones por ello. La diferencia en el encabezamiento sería el reconocimiento de la mediación de Rusia:

"los presidentes de Rusia y Francia apoyan los principios abajo expuestos y exhortan a las partes a firmar el documento".

En tanto el presidente georgiano no había firmado el acuerdo, sirvió como justificación para que las fuerzas rusas se desplacen por el país y destruyeran la capacidad militar de Georgia.
El 19 de agosto la OTAN incrementó la presión sobre Rusia para el rápido abandono de Georgia, mientras Rusia acusó a Georgia de no cumplir el mismo punto en cuestión, porque sus tropas no regresaron a sus cuarteles.

### Punto quinto
En carta fechada el día 14 de agosto, el presidente Sarkozy informó al presidente Sakaashvili que las fuerzas de paz rusas podrán patrullar a algunos kilómetros de la frontera con Osetia del Sur dentro de Georgia, pero excluyendo centros urbanos importantes. El resto de fuerzas, debían volver a su situación anterior.
Reino Unido exigió después de la firma del acuerdo por parte de Moscú, una retirada completa de Rusia.
Abjazia anunció el 18 de agosto que desplegó guardas fronterizos en su frontera con Georgia para asegurarse la secesión.
Las fuerzas rusas aumentaron los puestos para la Fuerza de Paz en Osetia del Sur, en cumplimiento de las atribuciones del punto quinto del acuerdo.

### Diferencia de criterios entre quienes son los firmantes
Para Rusia, el acuerdo es entre Georgia y las separatistas Abjasia y Osetia del Sur, mientras que para el presidente georgiano es entre Georgia y Rusia.

## Cuestión territorial de Abjasia y Osetia del Sur
Georgia afirmó que el acuerdo no pone en duda la integridad territorial de Georgia. El principio de integridad territorial está apoyado principalmente por Estados Unidos y por la Unión Europea. El presidente georgiano afirmó que espera que ahora se asegure la integridad territorial y recupere las expectativas de entrar en la OTAN.
El ministro de exteriores ruso Lavrov, al respecto de la integración de Abjasia y Osetia del Sur en Georgia, afirmó:

"Nosotros no queremos el desmembramiento de Georgia, pero la situación de facto es tal actualmente que ni los osetios ni los abjazios quieren vivir en el seno de un Estado con un hombre que lanza sus tropas contra ellos"

El Secretario General de la OSCE declaró que la opinión de la población de las zonas separatistas debería tenerse en cuenta.

## Envío de observadores
La OSCE comunicó que se reunirá el lunes 18 de agosto para decidir el envío de 100 observadores a la zona.
Georgia y Rusia dieron su acuerdo para el envío de 20 primeros observadores de la OSCE para supervisar el alto el fuego, que se sumarán a los 8 que había anteriormente sobre el terreno. Estos 20 en principio solo tendrán mandato en territorio georgiano y no en el de Osetia del Sur.

## Tropas internacionales
Georgia entendió que con el acuerdo se espera el despliegue de tropas internacionales de paz en sustitución de las rusas.
En el tema de los observadores extranjeros, el presidente abjaso afirmó:

"Antes de cometerse la agresión contra Osetia del Sur existía cierta posibilidad de dialogar a través de mediadores internacionales o el secretario general de la ONU, pero desde ahora no habrá ninguna conversación con Georgia".

El presidente de Osetia del Sur, afirmó:

"Los observadores extranjeros deberán permanecer en el territorio de Georgia, y no de Osetia del Sur", (...) "en Osetia del Sur y en Abjazia permanecerán sólo las fuerzas rusas de paz, y que ni se hable de las fuerzas de paz georgianas".

El ministro finlandés de exteriores, Alexander Stubb, afirmó que solo se podrán enviar tropas amparadas por una resolución de las Naciones Unidas.

### Posición Abjaso-Osetia
La canciller alemana Angela Merkel, afirmó que los rusos "no se oponen" al despliegue de tropas internacionales, pero que:

"El problema es que los osetios y los abjazios quieren sólo fuerzas de paz rusas y nadie más. En los últimos quince años se ha demostrado más de una vez que las únicas fuerzas capaces de proteger los intereses y a menudo las vidas son las tropas rusas. Esto debería tenerse en cuenta".

El presidente ruso Medvédev dijo al respecto:

"quien se supone que va a garantizar la paz y la tranquilidad debe, al menos, ser cómoda para la parte que sufre, para quienes experimentan la opresión y el genocidio".

## Cronología de las gestiones diplomáticas

### 8 de agosto
En la reunión extraordinaria de la OSCE en Viena celebrada el 8 de agosto, mientras Rusia afirmaba no estar en guerra con Georgia, el gobierno georgiano declaraba que su intervención fue una operación anticriminal para la protección de civiles pacíficos, y afirmó estar bajo ataque militar y reclamó la ayuda internacional. Fuentes rusas dejan entrever un factor "internacional" en el conflicto, señalando a los que abastecen de armas a Georgia, entre ellos los Estados Unidos. Los Estados Unidos afirmaron estar preocupados por los informes de movimientos de tropas rusas, y que apoya la integridad territorial de Georgia, pidiendo la retirada total de tropas rusas de suelo georgiano.

### 10 de agosto
La atención el 10 de agosto por la tarde está en la ONU y la petición de condena por parte de los Estados Unidos de las acciones rusas. Estados Unidos acusó a Rusia de impedir que las fuerzas georgianas se retiren de Osetia del Sur, y pidió el retiro de todas las tropas extranjeras.
El embajador de Estados Unidos ante la ONU, Zalmay Khalilzad, acusó que la intención rusa es alargar el conflicto para derrocar al presidente georgiano, Mijeíl Saakashvili, y afirmó que el propio Ministro de exteriores ruso Serguéi Lavrov se lo dijo a Condoleezza Rice telefónicamente. El Ministro de exteriores ruso negó poner como condición la salida del presidente Mijeíl Saakashvili, y que fue una interpretación errónea de la Secretaria de Estado. Manifestó:

"Si las tropas georgianas abandonan Osetia del Sur y entre Georgia y ésta se firma un acuerdo de renuncia al uso de la fuerza, la paz se restablecerá independientemente del destino personal de Saakashvili".

Después de la declaración de cese el fuego georgiana, la BBC afirmó que se oyeron explosiones en la capital georgiana, Tiflis, y que una base militar cercana fue bombardeada, afirmando que observadores de la ONU han confirmado los hechos.

### 11 de agosto
La mediación europea consiguió la aceptación preliminar de su plan de paz por parte del presidente georgiano, el cual fue presentado la tarde del 11 de agosto en Moscú. El canciller francés Kouchner afirmó que el papel de Europa es crucial, ya que los Estados Unidos  "en cierta medida, forma parte del conflicto". Estados Unidos, Gran Bretaña y la OTAN condenaron las operaciones rusas contra Georgia.
El G7 urgió a Rusia a aceptar una tregua con Georgia. Al mismo tiempo, la economía europea empezó a sentir el efecto de la contienda, ya que depende del abastecimiento energético de Rusia.
Se convocó el 11 de agosto reunión extraordinaria de la OTAN-Rusia a nivel embajadores en Bruselas, solicitada el día anterior por Moscú.
Estados Unidos nombró a Matthew Bryza para conjuntamente con la Unión Europea para mediar en el conflicto.
Rusia rechazó la propuesta de la Unión Europea, afirmando que Georgia debe negociar con sus regiones separatistas.
En Naciones Unidas los diplomáticos europeos estuvieron intentando una resolución de consenso, incluso aceptable por Rusia, para solicitar el alto el fuego inmediato, en principio basados en el plan presentado por el canciller francés Kouchner. Los Estados Unidos exigieron una resolución de condena. Rusia se negó a tratar cualquier tema con el presidente georgiano, al que consideró un "criminal de guerra".
Los embajadores estadounidense y ruso se enfrentaron en diversas ocasiones con lenguaje que los ambientes diplomáticos califican como muy duros, recordando los tiempos de la Guerra Fría. El embajador estadounidense acusó a Rusia de querer derrocar un gobierno democrático y una política de terror, mientras que el embajador ruso respondió recordando las actuaciones estadounidenses en Irak y Afganistán.

### 12 de agosto
Rusia rechazó el borrador propuesto en Naciones Unidas sobre la base de la propuesta de la Unión Europea. El embajador ruso en la ONU afirmó: "Varios puntos del borrador del documento deben ser modificados. Además, no hacía mención de la agresión ni de las arbitrariedades cometidas por los militares georgianos". Sin embargo, Rusia afirmó que en lo fundamental estuvo de acuerdo con las propuestas de la Unión Europea y la OSCE.
El presidente francés viajó a Moscú para luego dirigirse a Georgia, con la intención de negociar una tregua. El Ministro de Asuntos Exteriores de Finlandia Alexader Stubb afirmó que la OSCE urge el cese de la violencia, ni justifica a ninguna de las partes ni tampoco justifica el uso de la violencia.

### 13 de agosto
Después de varias horas de negociaciones, los presidentes de Rusia y de la Unión Europea de turno, Dmitri Medvédev y Nicolas Sarkozy respectivamente, llegaron a un acuerdo de seis puntos para solucionar la crisis de las repúblicas separatistas de Georgia. 
Los puntos tratados fueron la renuncia al uso de la fuerza; el cese definitivo de todas las acciones militares; el libre acceso a la ayuda humanitaria, y el regreso de las Fuerzas Armadas de Georgia a su lugar de emplazamiento habitual. Las tropas rusas serían retiradas a la línea anterior al estallido del conflicto, aunque podrían tomar medidas de seguridad adicionales hasta la creación de los correspondientes mecanismos internacionales. Por último, se daría comienzo a un debate internacional para decidir el futuro estatus de las separatistas Osetia del Sur y Abjasia y determinar la vía de garantizar su seguridad.
El acuerdo se anunció en una rueda de prensa. Medvédev insistió en la posibilidad de llevar a Saakashvili, presidente georgiano, ante un tribunal por perpetrar, supuestamente, "miles de asesinatos".
En las primeras horas del 13 de agosto, Nicolas Sarkozy anunció que Georgia aceptó el plan de paz de seis puntos, consensuado el día anterior con Moscú.
Los analistas afirmaron que el sexto punto tendrá más obstáculos en su implementación, la apertura del debate internacional para decidir el futuro de los separatistas, que fue introducido por exigencia rusa.
Según declaraciones de Nicolas Sarkozy, el plan aceptado por ambas partes, incluye los cinco primeros puntos, quedando modificado el sexto, por rechazo de Tiflis, supresión aceptada por Moscú.
Los puntos consensuados fueron:
1. Renuncia al empleo de la fuerza,
2. Suspensión definitiva de hostilidades.
3. Permitir la ayuda humanitaria a todas las poblaciones.
4. Regreso de tropas georgianas a sus cuarteles estables.
5. Rusia se colocará en la línea divisoria anterior al conflicto.
6. Inicio de las consultas internacionales sobre el futuro estatuto de Osetia del Sur y Abjasia y los mecanismos para garantizar su seguridad de forma sólida y duradera.

Rusia entendió como algo incuestionable su continuación en la misión pacificadora del Cáucaso, y negó cualquier intención de anexionarse territorios, ya que respeta su integridad territorial.

### 14 de agosto
Empezó a llegar la ayuda humanitaria norteamericana a Georgia. Los presidentes abjaso y sudosetio firmaron en Moscú ante Dmitri Medvédev los "seis principios de acuerdo" por ser los acordados con el presidente francés.

### 15 de agosto
El presidente Saakashvili se negó a firmar el acuerdo alcanzado, en espera de precisiones. La secretaria de estado Condoleezza Rice viajó para entrevistarse con el presidente francés Nicolas Sarkozy, para luego continuar viaje Tiflis para afirmar el apoyo norteamericano a Georgia, así como intentar convencer al presidente Saakashvili la firma del acuerdo. A su llegada a Tiflis declaró que había puntos de debían ser clarificados para proteger los intereses georgianos, y si los intereses no están protegidos, Estados Unidos no pedirá a Georgia que lo firme.
La canciller alemana Angela Merkel viajó a Sochi para entrevistarse con Dmitri Medvédev, para luego continuar el viaje a Tiflis, para intentar conseguir un acuerdo de paz duradero. Los Estados Unidos condenó la acción rusa en Georgia, pero Alemania y Francia solo han sugerido la responsabilidad de ambas partes.
El presidente georgiano afirmó en presencia de la Secretaria de Estado Condoleezza Rice, dijo: "Hoy firmé el acuerdo de cese del fuego". Agregó que no era el "acuerdo definitivo" que solucionó los conflictos separatistas. 
El portal de noticias Civil.ge afirmó: "Se trata de un acuerdo de alto el fuego entre nosotros y Rusia, arreglado por Francia y Reino Unido; ahora deberíamos avanzar en este sentido y enviar sobre el terreno a las fuerzas internacionales de paz".

### 16 de agosto
El Acuerdo de Alto el Fuego fue firmado por todas las partes. 
En Moscú, que estaba a la espera del acuerdo firmado, lo recibió firmado por el presidente Saakachvili, enviado mediante la embajada estadounidense. Fuentes rusas afirmaron que es similar al firmado previamente por los presidentes abjaso y sudosetio. El acuerdo contenía los seis puntos acordados. Estados Unidos confía que Rusia cumpla su palabra de respetar fielmente el acuerdo. Rusia se considera así misma una mediadora en el conflicto, firmando el alto el fuego Osetia del Sur y Abjasia el día 14 de agosto, y después de la firmarlo el presidente georgiano, Rusia considera que lo firmó en su calidad de "garante".
George Bush calificó de completamente inaceptables las acciones rusas en Georgia, e instó a Moscú a poner fin a la crisis.
El Ministro de Exteriores del Reino Unido, David Miliband, después de la noticia de la firma rusa del acuerdo, exigió la retirada de las tropas rusas:

"Tiene que haber ahora una retirada completa e inmediata de las tropas rusas"

"La agresión rusa contra Georgia y las amenazas contra otros países vecinos, como Polonia ayer (viernes) son inaceptables y van contra los principios de la soberanía nacional y el respeto de la integridad territorial de los países independientes".

Continuó la presión del presidente George Bush para conseguir la retirada de las tropas rusas de Georgia, y afirmó:

"Moscú ha puesto de nuevo en riesgo sus aspiraciones de integración en la estructura política, económica y de seguridad de Occidente".

### 17 de agosto
El Secretario General de la OSCE, Marc Perrin de Brichambaut, afirmó que: "El destino de Osetia del Sur debe ser decidido por la población de Osetia del Sur. Viven en muy difíciles condiciones y el contexto de lo que ha ocurrido es bastante complejo".
El presidente ruso aseguró a Nicolás Sarkozy que la retirada de las tropas rusas se iniciarían el lunes 18 de agosto. Pero puntualizó el presidente ruso que no empezarán el repliegue definitivo hasta que no se cumplan las condiciones previstas en el plan firmado. Sarkozy recordó que debían de abandonarse las ciudades principales, y que las medidas extraordinarias solo se podían aplicar en las cercanías del territorio sudosetio. Recordó que "no era negociable" y exigió una retirada sin demora, y de no cumplirse, se verá obligado a convocar el Consejo Europeo para adoptar medidas.
La OTAN reiteró el apoyo a Georgia, pero disienten en la política a largo plazo frente a Rusia.
Estados Unidos afirmó que hará reconsiderar las peticiones de ingreso de Rusia a los organismos internacionales, como la Organización Mundial del Comercio, como consecuencias de las acciones rusas.

### 18 de agosto
La canciller alemana Angela Merkel afirmó que las tropas rusas deberían de retirarse muy rápidamente.
Ministerio de Asuntos Exteriores ruso acusó a Estados Unidos y Reino Unido de obstaculizar la elaboración de la resolución de Naciones Unidas para Osetia del Sur.
Abjasia afirmó que inició el despliegue de guardas fronterizos en la frontera de Abjasia-Georgia para asegurarse la secesión.
En cuanto al anunciado retiro de tropas, anunciado por Rusia, Estados Unidos afirmó que ese retiro de tropas rusas no fue "significativo", y elevó el tono y exige un retiro ruso de Georgia "sin demoras".

### 19 de agosto
La Secretaria de Estado norteamericana Condoleezza Rice afirmó que Moscú "está jugando peligrosamente con Estados Unidos y sus aliados", y que "los países de la OTAN castigarán a Rusia por invadir Georgia". Así mismo, advirtió:

"Nos corresponderá impedir las ambiciones estratégicas rusas que evidentemente están encaminadas a perjudicar la democracia, destruir infraestructura y debilitar el estado georgiano".

Rusia y Georgia aprobaron el envío de la OSCE de 20 nuevos observadores, que se ubicarán en principio en territorio georgiano.
La resolución de la OTAN endureció notablemente el tono frente a Rusia, en especial por no haber respetado la fecha de salida de Georgia, y las relaciones OTAN-Rusia deberán de ser reconsideradas.
El Ministro de Relaciones Exteriores de Rusia, Sergei Lavrov, calificó el comunicado de la OTAN como "tendencioso" y "falto de objetividad", ya que "no dice ni una palabra sobre cómo comenzó esto, por qué ocurrió, quién comenzó la agresión y quién armó a Georgia", "En la OTAN tratan de convertir a los agresores en víctimas (...) de blanquear al régimen georgiano".
Rusia acusó que la OTAN armó a Georgia no para defenderse, sino para solucionar sus problemas separatistas, y por ello no es imparcial, y apuntó a la responsabilidad de los Estados Unidos. Estados Unidos rechazó la acusación de parcialidad de la OTAN.
En cuanto a la salida de tropas rusas de Georgia, el ministro Lavrov afirmó: "La retirada se hará a medida que las fuerzas georgianas regresen efectivamente a sus bases permanentes y que se refuerzen las posiciones de las fuerzas de mantenimiento de la paz. Pienso que llevará tres o cuatro días".
La Presidencia de la Unión Europea comunicó que:  "mantuvieron a día de hoy una conversación telefónica" y "coincidieron en la necesidad urgente de aplicar plenamente el acuerdo de alto el fuego de seis puntos". "El presidente Medvédev anunció al presidente Sarkozy que la retirada de tropas rusas concluirá entre el 21 y el 22 de agosto, a excepción de un grupo de 500 personas responsables de la aplicación de las medidas adicionales de seguridad previstas en el quinto punto del acuerdo".

### 20 de agosto
El Consejo de Seguridad de Naciones Unidas estudió un proyecto de resolución sobre Georgia, en el que urge a Rusia a retirar su tropas, y que incluye una referencia a la "integridad territorial de Georgia dentro de sus fronteras reconocidas internacionalmente". Rusia afirmó que bloquearía dicha resolución con su derecho a veto, ya que utiliza puntos sueltos del Acuerdo de seis puntos auspiciado por el presidente Sarkozy. Rusia afirmó que la inclusión de los seis puntos es indispensable. El embajador ruso en la ONU afirmó que la referencia a la retirada de las tropas rusas invierte la secuencia del Acuerdo alcanzado, ya que primero es la desmovilización georgiana y luego la retirada rusa.
Rusia presentó un nuevo proyecto de resolución al Consejo de Seguridad. El embajador ruso en la ONU afirmó que el plan es una reiteración literal de lo acordado con el presidente Sarkozy.
El viceministro ruso de Asuntos Exteriores, Grigori Karasin declaró que Rusia seguirá siendo garante de la seguridad en Osetia del Sur y en Abjasia. Sur afirmaron su intención de separarse de Georgia, y el senado ruso estaría a favor de dicha petición si fuese propuesta por el presidente ruso y solicitada por Abjasia y Osetia del Sur. En el pasado, Osetia del Sur reclamó su integración a la Federación de Rusia, mientras que los separatistas abjasos pidieron un estatuto de territorio "asociado".
El Ministro Georgiano para la Integración, Temur Yakobashvili, manifestó que "sería más bien la policía la que tendría que encargarse de los líderes separatistas".
El presidente de Osetia del Sur levantó el estado de excepción que decretó el 17 de agosto. Se confirmó que decenas de vehículos están regresando a sus bases en Rusia.

### 21 de agosto
El polaco Jacek Saryusz-Wolski, jefe de la Comisión de Asuntos Exteriores de la Eurocámara afirmó: "Adoptaremos una declaración más drástica que la de la OTAN (a menos que Moscú cumpla sus compromisos)".
El presidente en funciones de la OSCE, el ministro del Exterior finlandés Alexander Stubb, llegó a Tiflis con 20 observadores.

### 22 de agosto
Se confirmó la evacuación del ejército ruso de las ciudades de Senaki, Gori y Igoeti, comunicando fuentes rusas que habían concluido el repliegue.
En Naciones Unidas no se adoptó ninguna resolución al respecto de Georgia, a pesar de haber dos proyectos en discusión.